# Neil Adams
Neil Adams (Rugby, 27 de septiembre de 1958) es un deportista británico que compitió en judo.
Participó en tres Juegos Olímpicos de Verano entre los años 1980 y 1988, obteniendo dos medallas de plata, una en Moscú 1980 y una en Los Ángeles 1984. Ganó cuatro medallas en el Campeonato Mundial de Judo entre los años 1979 y 1985, y ocho medallas en el Campeonato Europeo de Judo entre los años 1977 y 1985.

## Palmarés internacional
| Juegos Olímpicos   | Juegos Olímpicos             | Juegos Olímpicos  | Juegos Olímpicos |
| Año                | Lugar                        | Medalla           | Categoría        |
| ------------------ | ---------------------------- | ----------------- | ---------------- |
| 1980               | Moscú ( URSS)                | Medalla de plata  | –71 kg           |
| 1984               | Los Ángeles (Estados Unidos) | Medalla de plata  | –78 kg           |
| Campeonato Mundial |                              |                   |                  |
| Año                | Lugar                        | Medalla           | Categoría        |
| 1979               | París (Francia)              | Medalla de bronce | –71 kg           |
| 1981               | Maastricht (Países Bajos)    | Medalla de oro    | –78 kg           |
| 1983               | Moscú ( URSS)                | Medalla de plata  | –78 kg           |
| 1985               | Seúl (Corea del Sur)         | Medalla de bronce | –78 kg           |
| Campeonato Europeo |                              |                   |                  |
| Año                | Lugar                        | Medalla           | Categoría        |
| 1977               | Ludwigshafen (RFA)           | Medalla de bronce | –71 kg           |
| 1978               | Helsinki (Finlandia)         | Medalla de bronce | –71 kg           |
| 1979               | Bruselas (Bélgica)           | Medalla de oro    | –71 kg           |
| 1980               | Viena (Austria)              | Medalla de oro    | –78 kg           |
| 1982               | Rostock (RDA)                | Medalla de bronce | –78 kg           |
| 1983               | París (Francia)              | Medalla de oro    | –78 kg           |
| 1984               | Lieja (Bélgica)              | Medalla de oro    | –78 kg           |
| 1985               | Hamar (Noruega)              | Medalla de oro    | –78 kg           |